# Fundação para a Ciência e a Tecnologia
A Fundação para a Ciência e a Tecnologia, I. P. (FCT, I. P. ou simplesmente FCT) é um órgão do Ministério da Educação e Ciência de Portugal que avalia e financia actividades de investigação científica no país em todas as áreas científicas, em particular nas áreas das ciências naturais, exactas, sociais e humanas.

## História
A investigação científica em Portugal começou a ser financiada de forma mais ou menos regular a partir de 1929, com a criação da Junta de Educação Nacional. O Instituto para a Alta Cultura substituiu esta junta em 1936, sendo renomeado Instituto de Alta Cultura (1952), e sido posteriormente extinto para dar lugar ao Instituto Nacional de Investigação Científica, em 1977. Entretanto foi criada em 1967 a Junta Nacional de Investigação Científica e Tecnológica (JNICT), que passou a acumular a administração do financiamento das instituições de ensino superior e de bolseiros pós-graduados aquando da extinção do INIC em 1992. A Fundação para a Ciência e a Tecnologia começou o seu trabalho em Agosto de 1997, herdado da JNICT após a extinção desta em 1995. Em 2012 absorveu a UMIC e em 2013 a FCCN.

### Arquivo Histórico
O Arquivo Histórico da FCT foi aberto ao público em 16 de Dezembro de 2011. Funciona na cave do edifício sede e é consultável online. Reúne espólios da própria FCT, das suas instituições antecessoras e obtidos por doação, como o do Arquivo do ex-Presidente da JNICT e ex-Ministro da Ciência, José Mariano Gago. Este último já se encontra disponível no que toca às Jornadas de Investigação Científica e Tecnológica de 1987. O número 0 da newsletter online da FCT é essencialmente dedicado ao Arquivo referindo em particular o protocolo firmado com a Fundação Mário Soares relativo à digitalização e tratamento de documentos.

## Actividades
A Fundação financia a atividade científica de unidades de investigação, projetos apresentados por grupos de investigadores e a formação de investigadores individuais através da atribuição de bolsas na sua maioria destinadas ao apoio a estudos a nível pós-graduado (doutoramento e pós-doutoramento). O apoio a unidades, projetos ou bolsas é determinado por avaliações realizadas por painéis de avaliadores formados por cientistas não nacionais, no caso de unidades e projetos, e nacionais, no caso de bolsas administradas diretamente pela FCT. Outras formas de apoio incluíam o Fundo de Apoio à Comunidade Científica (suspenso desde Janeiro de 2012) que apoiava a publicação de livros, realizações de congressos científicos, etc., ou o Programa Nacional de Reequipamento Científico para a aquisição de equipamento (decorreu essencialmente no período 2005-2010). Em 2007 e 2008 também estabeleceu com unidades científicas selecionadas apoios à contratação por cinco anos de doutorados no que ficou conhecido como programa Ciência 2007(8) resultando na contratação de mais de 1000 doutorados. Concursos de menor dimensão com o mesmo fim foram realizados em 2011 (programa Welcome II, cerca de 50 contratos) e em 2012 (programa investigador FCT, 155 contratos).
O apoio a projetos e à formação a nível de doutoramento e pós-doutoramento faz-se maioritariamente através de concursos nacionais abertos, no caso de projetos, com intervalos de um a dois anos, e no caso da formação anualmente. Os intervalos entre avaliações de unidades são nominalmente de 3 anos mas, na prática, são menos frequentes.
Os financiamentos da FCT correspondem, no período 2007/9, a cerca de um terço da despesa pública portuguesa em I&D num valor de cerca de 400 milhões de euros. O orçamento da FCT para 2012 prevê um corte de cerca de 40% o que corresponde ao retorno a um nível de financiamento pré-2006.
Desde 2007 a FCT tem vindo a acumular competências crescentes no que toca à cooperação científica internacional, nomeadamente no que toca às chamadas Parcerias Internacionais, as quais se iniciaram com o Programa MIT-Portugal, e absorvendo parcialmente outras entidades dependentes do ministério de tutela no que toca a competências nesta área: o Gabinete de Relações Internacionais da Ciência e do Ensino Superior (GRICES), o Gabinete de Promoção do 7º Programa-Quadro de I&DT (GPPQ), o Gabinete de Planeamento, Estratégia, Avaliação e Relações Internacionais (GPEARI) e a Agência para a Sociedade do Conhecimento (UMIC).
Em 2013 a Fundação para a Computação Científica Nacional (FCCN), que tinha o estatuto de instituição privada portuguesa sem fins lucrativos de utilidade pública, foi extinta tendo as suas competências sido transferidas para a FCT.
O programa Ciência Viva de divulgação científica já dependeu da Fundação mas agora tem um estatuto autónomo.
Em 2025, foi anunciada a sua extinção, sendo substituída, junto com a Agência Nacional da Inovação, pela Agência para a Investigação e Inovação.

## Presidentes
Enquanto Junta Nacional de Investigação Científica e Tecnológica:
- 1967-1971 - Francisco Leite Pinto
- 1972-1974 - João Salgueiro
- 1974-1976 - Fernando Dias Agudo
- 1976-1977 - Adérito Sedas Nunes
- 1979-1985 - José Mendes Mourão
- 1986-1989 - José Mariano Gago
- 1989-1992 - Carlos Salema
- 1992-1994 - Mário Barbosa
- 1994-1996 - Fernando Ramôa Ribeiro

Enquanto Fundação para a Ciência e a Tecnologia:
- 1997-2002 - Luís Magalhães
- 2002-2005 - Fernando Ramôa Ribeiro
- 2006-2011 - João Sentieiro
- 2012-2015 - Miguel C. Seabra
- 2015-2016 - Maria Arménia Carrondo
- 2016-2019 - Paulo Ferrão
- 2019-2022 - Helena Pereira
- 2022-Presente - Maria Madalena Alves

## Conselhos Científicos
A reorganização ocorrida em 2007/8 criou quatro Conselhos Científicos de natureza consultiva:
- Ciências Exactas e da Engenharia
- Ciências da Vida e da Saúde
- Ciências Naturais e do Ambiente
- Ciências Sociais e Humanidades